# Charlie Austin
Charles Austin (Hungerford, Inglaterra, Reino Unido, 5 de julio de 1989), conocido como Charlie Austin, es un futbolista británico. Juega de delantero y su equipo es el AFC Totton de la Southern Football League.

## Carrera

### Inicios
Durante su adolescencia Austin estaba en las categorías inferiores del Reading hasta los 15 años, cuando fue expulsado debido a que era muy bajo. Después se mantuvo jugando en divisiones menores en el fútbol inglés hasta el año 2009, cuando fichó por el Swindon Town de la tercera división de Inglaterra. Marcó su primer gol como profesional el 21 de noviembre de 2009, ante el Carlisle United. En el Swindon estuvo dos temporadas, jugando 65 partidos y marcando 37 goles. Tras esto fue fichado por el Burnley el 28 de enero de 2011, pegando así el salto a la 2ª división del fútbol inglés . 

### Burnley
Firmó un contrato de 3 años y en su primera temporada completa con el Burnley, Austin ya demostraba ser un gran delantero marcando 16 goles en liga y terminando la campaña como el máximo goleador del club en la liga. Tras 3 temporadas llenas de goles, Austin estuvo a punto de firmar por el Hull City, sin embargo no pudo pasar las pruebas médicas y el fichaje no se cerró. El 1 de agosto de 2013, el Queens Park Rangers pagó al Burnley la cláusula del jugador, fichando por así por el club de la capital inglesa. 

### QPR
Austin se mudó al Queens Park Rangers, en un contrato de tres años. Marcó su primer gol con el QPR en un empate de Copa de la Liga contra el Exeter City el 6 de agosto de 2013. El 14 de septiembre de 2013, Austin anotó su primer gol en la liga para el QPR en la victoria por 1-0 sobre el Birmingham City en Loftus Road. Anotó su gol número 100 como profesional y su 18 de la temporada en la victoria 3-2 sobre el Barnsley. Su 20º gol de la temporada 2013-14 fue el gol con el que el QPR derrotó al Wigan Athletic 2-1 en las semifinales de los play-offs de ascenso, guiando así a su equipo a la final que se jugó en Wembley y donde el QPR venció 1-0 al Derby County con un gol en el último minuto de Bobby Zamora, logrando así el ascenso a la Premier League.
El 6 de diciembre de 2014, Austin marcó contra su exequipo, el Burnley, en la victoria por 2-0, pero más tarde fue expulsado por doble amonestación. Dos semanas más tarde, hizo su primer hat-trick en Premier en la victoria de su equipo 2-3 ante el West Bromwich Albion. Con cinco goles en cinco partidos en diciembre de 2014, fue galardonado por la Premier League como el "Jugador del Mes", convirtiéndose en el único jugador del QPR en lograrlo. Debido a su triplete además, Austin se convirtió en el primer jugador de los Rangers en más de diez años en lograr tal hazaña. El 7 de abril anotó otro gol en el empate 3-3 contra el Aston Villa, llegando a 17 goles en la temporada. El 24 de mayo de 2015, Austin marcó el gol del QPR en la derrota por 5-1 contra el Leicester City en la última jornada de la temporada, para terminar el campeonato como el cuarto máximo goleador con 18 goles. Pese a la tremenda campaña de Austin su equipo no pudo mantener la categoría y descendió a la Championship (2ª división en Inglaterra). 
Para la temporada 2015/16 Austin ha tenido un gran arranque marcando 4 goles en los primeros 4 partidos con el QPR en la segunda división. El 16 de enero de 2016 se hace oficial su fichaje por el Southampton FC, volviendo así a la Premier.

### Selección inglesa
El 21 de mayo estuvo presente en la lista de convocados de la selección de Inglaterra, aunque aún no ha debutado estando en el banquillo en un amistoso contra Irlanda del Norte y en un partido de clasificación de la Euro ante Eslovenia.

## Clubes
| Club                               | País       | Año       | PJ  | Goles |
| ---------------------------------- | ---------- | --------- | --- | ----- |
| Kintbury Rangers F. C.             | Inglaterra | 2006-2007 | 28  | 27    |
| Hungerford Town F. C.              | Inglaterra | 2007-2008 | 37  | 30    |
| Poole Town F. C.                   | Inglaterra | 2008-2009 | 24  | 35    |
| Swindon Town F. C.                 | Inglaterra | 2010-2011 | 65  | 49    |
| Burnley F. C.                      | Inglaterra | 2011-2013 | 90  | 73    |
| Queens Park Rangers F. C.          | Inglaterra | 2013-2016 | 67  | 52    |
| Southampton F. C.                  | Inglaterra | 2016-2019 | 16  | 8     |
| West Bromwich Albion F. C.         | Inglaterra | 2019-2021 | 38  | 11    |
| Queens Park Rangers F. C. (cedido) | Inglaterra | 2021      | 20  | 7     |
| Queens Park Rangers F. C.          | Inglaterra | 2021-2022 |     |       |
| Brisbane Roar F. C.                | Australia  | 2022      |     |       |
| Swindon Town F. C.                 | Inglaterra | 2023-2024 |     |       |
| AFC Totton                         | Inglaterra | 2024-     |     |       |
| Total                              | Inglaterra | 2006-act. | 373 | 288   |